# 下着博覧会
『下着博覧会』（したぎはくらんかい）は2021年公開の日本映画。鳴瀬聖人と近藤啓介によるオムニバス作品。

## 概要
特集上映「OP PICTURES+フェス2021」では2021年11月11日より『下着博覧会』のタイトルで上映。
大阪芸術大学出身・鳴瀬聖人、近藤啓介の2名が手掛ける女性下着をテーマにするオムニバス映画。鳴瀬監督はおっぱい恐怖症の男性がブラジャーになってしまうブラジャー編を担当。近藤監督は彼女持ちのカリスマ美容師が新人美容師に惑わされていくパンティ編を担当。いずれも旧知の仲である大阪芸術大学出身者を出演者、スタッフに置いている。キャッチフレーズは「ブラとパンティの数だけ愛がある」。
公開初日となる11月11日に鳴瀬組の舞台挨拶、17日に近藤組の舞台挨拶が行われた。『愛は無限大』は監督の鳴瀬が幼少時に影響を受けた浦沢義雄、サム・ライミ、そしてB級香港映画のエッセンスを込めたという。
2021年12月3日より『ブラとパンティ　変態がいっぱい』のタイトルでR18版が公開。R18版は70分に短縮されている。
映画ライターの切通理作は鳴瀬監督作を「（いい意味で）マンガチック」。「ヒロインの巨乳に焦点を当てつつも、男性主人公にセックスを完遂させない。美乳の妹と2人をセットにしてトラウマに対処する変化球の展開。童貞臭の強い内容だが、セックスに帰結しないというのが令和世代のこだわりか」と批評。近藤監督作を「SM色が強くパンティに意味を持たせるというモチーフがやや埋没。しかしそれは映画の瑕にはなっていない」。「女ではなく男が全裸になってヒイヒイ責められるというシーンの連続はピンク映画としては新生面と言えるインパクト。これはオムニバスだからこそ徹底できたのかもしれない」と分析している。

## 登場人物

### 『愛は無限大』
マコ
演 - 川北メイサ
下着店に勤める女性。コウタに好意を寄せている。
ユリ
演 - 天音ゆい
マコの実妹。姉と異なりいわゆるちっぱい。
コウタ
演 - 長野こうへい
ブラジャーにされてしまった男。正義感が強いが、幼少時のトラウマで巨乳が苦手。
店長
演 - 亀岡孝洋
マコの勤務する下着店店長。将来の夢はマコの乳首になること。
モトキ
演 - 松本卓也
下着店店員。
泥棒
演 - ケイチャン
店長の家に押し入った古風な窃盗犯。
マネキン
声 - アベラヒデノブ
自意識を得たマネキン。

### 『春っぽい感じで』
ヒトミ
演 - 二葉エマ
新人美容師。
神野
演 - 函波窓
カリスマ美容師。
ミツコ
演 - 新村あかり
神野と同棲する恋人。
三井
演 - 増田朋弥

金崎
演 - 伊藤ももこ

島本
演 - 小山悠

小村
演 - 小村昌士

侍
演 - ひと：みちゃん

## 音楽

### 主題歌
- 初恋『あだると』

## スタッフ

### 『愛は無限大』
- 監督・脚本・編集：鳴瀬聖人
- 撮影：中條航
- 照明：山田拓実
- 録音：古茂田耕吉
- 美術：畠智哉
- 助監督：横山ひろと
- 整音：中村未来
- 音楽：ありしまこうすけ

### 『春っぽい感じで』
- 監督・脚本・編集：近藤啓介
- 撮影：萩原修
- 助監督：石田義弘
- 音楽：ICHIRO MIKI
- ロケコーディネート：Kazuki

### 共通スタッフ
- プロデューサー：名取佳輝
- スチール：橋本沙也加
- ヘアメイク：ビューティー★佐口
- 制作：イエローカップルカンパニー合同会社
- 製作協力：YAMATON PRODUCTION
- 仕上げ：東映ラボ・テック
- 提供・配給：オーピー映画